# Leo Jiménez
Juan Daniel Jiménez González (Fuenlabrada, España; 17 de agosto de 1979), de nombre artístico Leo Jiménez, es un cantante, compositor, guitarrista, actor y productor español. Se dio a conocer por ser el vocalista de Saratoga de 1999 a 2006. 
Fue vocalista de Krysalida (1994-1997), Al Borde (1998), Saratoga (1999-2006), Stravaganzza (2004-2010 y desde 2017) y Supra (2012). Desde 2009 compagina Stravaganzza y Supra con su carrera en solitario o con diferentes músicos, según grabación de disco o gira, y con su nombre o con un nombre artístico para su banda (037 LEO o Leo Jiménez).
Ha sido vocalista de Saratoga, cantante y guitarrista del grupo español de metal gótico Stravaganzza, que volvieron en 2017 tras años de descanso. Fue líder, cantante y guitarrista de 037 LEO hasta su marcha en 2012, momento en que ésta pasó a llamarse Zero3iete. Retomando la idea de una carrera en solitario, otorgó a sus futuros proyectos su nombre, Leo Jiménez, su nuevo sello artístico.
Ha participado en la ópera rock Jesucristo Superstar desde 2010 interpretando el personaje de Jesucristo. En 2017 hizo dos nuevas actuaciones con una orquesta sinfónica dirigida por Pepe Herrero.

## El salto profesional: Saratoga
Tras haber formado parte de la banda Krysalida, Azabel o Al Borde (con quien llegó a grabar el que sería su primer disco de estudio), Leo habrá de dejar atrás ese mundo amateur para ser la voz de la que sería una de las bandas de heavy metal español con mayor éxito: Saratoga. El nuevo aire que Leo —junto con Dani Pérez (batería)— imprimió a la formación, dio un impulso decisivo para que Saratoga —y, de su mano, el propio Leo Jiménez— estuviese en la primera línea del metal español. Tras editar juntos Vientos de guerra, Saratoga lograría quizá su máximo con el álbum Agotarás. Las puertas del cielo, A morir o Resurrección se convirtieron en clásicos de la banda y pusieron en claro el furor de la voz de Leo. Tras Agotarás llegaron El clan de la lucha (y su posterior versión inglesa) y Tierra de lobos, amén de dos DVD (uno de ellos DVD de oro: 1992-2004). Leo se convertía así en una de las caras más populares de la resurgida escena del heavy metal español.

## Retirada de Saratoga
En octubre de 2006 se publica en la página web de Saratoga el abandono de Leo. En la página alegaba un cambio de ciclo como motivo de su decisión: se trataba de dedicarse por completo a Stravaganzza (amén de posibles roces que siempre circularon a modo de rumor). Niko del Hierro y Andy C. seguirían adelante sin ellos, es decir sin Leo y sin Jero Ramiro que también dejaba la banda. pero para esto debía primero socializarlo con Jef, el fue quien lo apoyo en incursionar en su nuevo reto con Stravaganzza, el cual le dio muchas oportunidades.

## Stravaganzza y LEO:037
El cambio de estilo de metal ha sido también un cambio en relación con su voz. A diferencia de Saratoga, Stravaganzza hace un metal más intimista, oscuro y romántico. Intimista, oscura y romántica será también su voz (sin olvidar que hablamos de metal). Leo deja atrás el recurrente agudo del heavy o del power metal optando incluso por acentos guturales. De hecho, su voz tiene un registro muy alto o agudo, por lo que lo convierte en un contratenor o tenor ligero. El metal de Stravaganzza goza de menor proyección que el de Saratoga, pero su calidad es notable. Asimismo, participa como guitarra en otra banda de corte death metal bajo el nombre de Supra, y con la cual estrenó disco en 2009. En ese mismo año, saca su primer disco en solitario con su banda llamada LEO:037 y titulado Títere con cabeza, los músicos que lo acompañan son IX Valeri (guitarrista de Ángeles del infierno e Infernoise), Marcos Miranda y Carlos Expósito (actual batería de su proyecto en solitario). Este nuevo disco significa un guiño a su pasado más heavy con Saratoga, de hecho su excompañero de Saratoga Jero Ramiro colabora en este trabajo. Otros dos grandes músicos que participan en este proyecto son Jorge Salán, su amigo y compañero Pepe Herrero y, Óscar "Tanke" Ruiz con la composición (letra y música) y colaboración vocal en la canción «El tiempo curará».
Leo interpretó el papel de Jesús en la ópera rock Jesucristo Superstar en 2010 y 2011, con cuatro representaciones que se realizaron en el Palau de la Música de Valencia.[cita requerida]
En 2011, además, se publica un nuevo disco de LEO:037, "Los fuertes sobreviven", junto a Ix Valieri (ex-Ángeles del Infierno, Infernoise), Sergio Martínez (Ankhara, Bürdel King, ex-Mägo de Oz, Mr. Rock) y Matt de Vallejo.

## Retirada de LEO:037
El día 10 de abril de 2012 anunció en su web oficial que abandonaba LEO:037 para recuperar su idea de un grupo en solitario y utilizar el nombre Leo Jiménez para sus futuros proyectos. La banda LEO:037 seguiría con un nuevo cantante, utilizando el nombre Zero3iete. El 13 de abril, se confirmó que el nuevo cantante sería Andrés Martínez, vocalista del grupo Headon. Con posterioridad se difundió información sobre una ruptura entre Leo e Ix Valieri.

## Leo Jiménez (proyecto solitario)
El 17 de julio de 2012 da apertura a su nueva web oficial, dando como primer anuncio la primera rueda de prensa, en la cual dio a conocer sus futuros proyectos, y su nuevo videoclip adelanto: Tu destino, con un metal muy alternativo dirigido por Mario Ruiz. El 22 de octubre de 2012, se anunció en la web oficial que ha firmado con Warner Music, para la grabación de su nuevo disco Animal solitario. Tras el gran éxito del primer vídeo adelanto, se anunció que el 18 de noviembre de 2012 se realizaría el rodaje del segundo vídeo adelanto, en la sala El Grito de Fuenlabrada, invitando al público a ser parte de este. El 18 de diciembre de 2012 se publicó el segundo vídeo adelanto: Desde niño, dirigido nuevamente por Mario Ruiz, junto a la primicia de que Animal solitario salió a la venta el 29 de enero de 2013.
En 2016 firmó con el sello Rock Estatal Records para presentar su disco La factoría del contraste, cuya producción reúne los estilos por los que el artista ha pasado durante toda su carrera: desde el heavy metal de Saratoga, Stravaganzza, el death metal de Supra, el hard-rock de 037, hasta versiones vocales de artistas de otro género y trabajos paralelos como Jesucristo Superstar. 

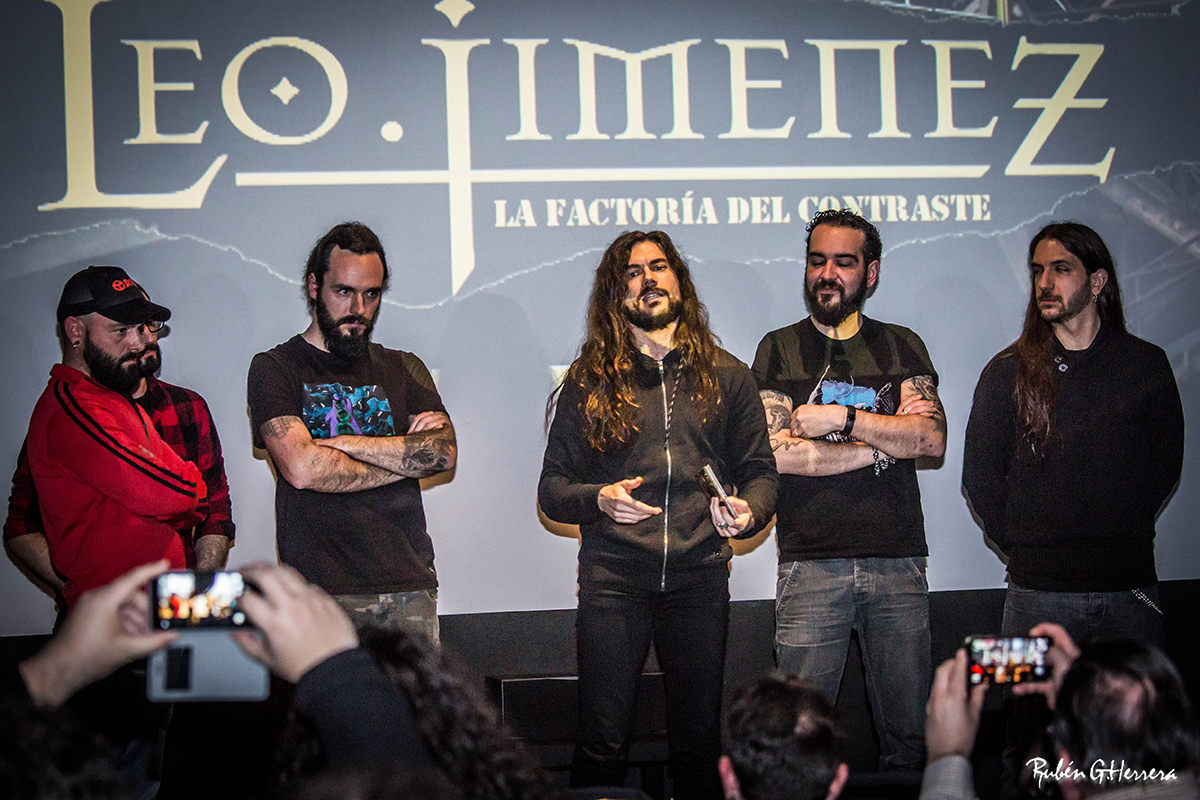
Presentación de La Factoría del Contraste.

## Discografía

### Con Krysalida
- Demo (1994-1997)

### Con Al Borde
- Al Borde (1999)

### Con Saratoga
- Vientos de guerra (1999)
- Tiempos de directo (2000)
- Agotarás (2002)
- Heaven's Gate (2003)
- A morir (2003)
- El clan de la lucha (2004)
- Saratoga 1992-2004 (2004)
- Tierra de lobos (2005)
- The fighting clan (2006)

### Con Stravaganzza
- Primer acto (álbum) (2004)
- Sentimientos (Segundo Acto) (2005)
- Hijo del miedo (EP) (2006)
- Tercer acto: Réquiem (álbum) (2007)
- The Best Of... (Recopilatorio) (2010)
- Raíces (cuarto acto) (álbum) (2010)
- La noche del fénix (álbum en directo) (2020)

### Con Supra
- Desde dentro del agujero (2011)

### Con 037 LEO
- Títere con cabeza (2009)
- Volar (versión acústica) (2010)
- Los fuertes sobreviven (2011)
- La Caja Aniversario - 03/03/12 (CD/DVD) (2022)

### En solitario
- Animal solitario (2013)
- 20 años tras el apocalipsis (2015)
- La factoría del contraste (2016)
- La era de la individualidad (sencillo) (2018)
- Mesías (2019)
- La factoría del contraste remasterizada (2021)
- Cielo e infierno (sencillo) (2023)
- Ficción o realidad (sencillo) (2023)
- Juez espectador (sencillo) (2023)
- Mírate (sencillo) (2024)
- 30 años tras el apocalipsis (2025)

## Colaboraciones
- Dark Moor - Shadowland - 1999 (Coros)
- Las Ruinas del Edén (Acto II) (El ángel caído, Avalanch) (2001)
- No me rindo (Siente la fuerza, Metal Mareny) (2005)
- La cantata del diablo (Gaia II: La voz dormida, Mägo de Oz) (2005)
- No me digas adiós (El cementerio de los versos perdidos, Txus di Fellatio), Mägo de Oz) (2006)
- No dudes, (Espejismos, Nocturnia) (2007)
- Entre el odio y la pasión (Domine, Dragonfly) (2006)
- Guárdame en ti (Domine, Dragonfly)(2006)
- Y serás canción (Y serás canción, Big Simon Band, homenaje a Big Simón)
- Edgar Allan Poe - Legado de una tragedia (2008), ópera rock en la que es el protagonista.
- Un final sin destino (Deshumanización [Cuernos De Chivo]) (2009)
- Sol navajo (Sol Navajo [Paco Ventura]) (2009)
- Junio Del 44 (Santelmo [Santelmo]) (2010)
- Atlantia (Gaia III: Atlantia, Mägo de Oz) (2010)
- Esperando por ti (Desprendimiento De Rutina, Trival) (2011)
- Palabras De Libertad (30 Años Y La Historia Continua DVD Medina Azahara) (2011)
- Yo no sé (El cielo esta roto,[La vecina del sexto]) (2012)
- Amor y lujuria (Lujuria [Sexurrección]) (2012)
- Fiesta pagana 2.0 (Celtic Land Mägo de Oz) (2013)
- Desde mi cielo (Celtic Land Mägo de Oz) (2013)
- Desde mi cielo-versión dueto con Zeta (Celtic Land Mägo de Oz) (2013)
- No te vayas (Lo que vendrá [Gema Hernández]) (2013)
- Legado de una Tragedia II (Opera Rock) (2014)
- Fugaz la madrugada (El origen de todas las tormentas) [La ley de Mantua]
- Mala vida (Una moneda al aire) [Titular Mads] (2014)
- Mi otra cara (Mi otra cara) [Fiebre] (2014)
- Desátame, (dúo con Mónica Naranjo en su gira "4.0") (2014)
- Hay algo de mí (Sektor Zentral) (2014)
- Obsolete (Ambivalence: A Threat To The I) [Cardinal] (2015)
- La cruz de Santiago (Mägo de Oz: Finisterra Opera Rock) (2015)
- Astaroth (Mägo de Oz: Finisterra Opera Rock) (2015)
- Finisterra (Mägo de Oz: Finisterra Opera Rock) (2015)
- Legado de una tragedia III (ópera Rock) (Edgar Allan Poe) (2016)
- Ódiame (Live Session Anti Studio) (2016)
- Miénteme (Live Session Anti Studio) (2016)
- No te Confundas (Gema Hernández) (2017)
- Las Ruinas del Edén  (Acto II) (El ángel caído XV aniversario,  Avalanch All Star Band) (2017)
- El Juego Acabó (Juan Saurín) (2017)
- Tú mismo (BajopresióN) (2017)
- No te Confundas (Directo) (Gema Hernández) (2018)
- Las Ruinas del Edén (Directo desde Madrid, Avalanch) (2018)
- El Lago (Stay Oz, Hasta que el Cuerpo Aguante, Mägo de Oz) (2018)
- I Want Out (Helloween Cover) (BLOODHUNTER) (2018)
- Recto Hasta El Amanecer (Débler: Adictium) (2019)
- Ishtar (Vita Imana) (2022)
- El hambre (REYLOBO: Infinito) (2023)
- Vientos de Guerra (Saratoga Directo 22/10/22) (2023)
- Si Amaneciera (Saratoga Directo (22/10/22) (2023)
- El Hombre de Hielo (Sôber XXX Aniversario: En Vivo Las Ventas) (2025)

### En videoclips
- Se acabaron las lágrimas (Huecco)
- La posada de los muertos (Mägo de Oz)
- La novia zombi (Cuernos de chivo)
- Fiesta Pagana 2.0 (Mägo de Oz)
- Mala vida ([Titular Mads])
- Y serás canción (Para Big Simon)
- Mi otra cara (Fiebre)
- I Want Out (Helloween Cover) (BLOODHUNTER)
- Afrodissia (Debler)

### Productor de discos
- Discípulos de Salieri - Identidad (2008)